# 阿拉维派
阿拉维派（阿拉伯语：علوية，Alawite），又称努赛里派，是黎凡特地区的一个神秘主义和綜攝的宗教群体。尽管与什叶派有相似之处，但是阿拉维派是一种反律法主义宗教，宗教义务有限。虽然一些学者声称阿拉维派最初是什葉派的一个分支，由其伊斯玛仪派中的极端派演化而来，但另一些人认为早期的阿拉维派成员并非穆斯林，他们首先从基督教中汲取思想，然后又吸纳了伊斯兰教中的一些人物。这使得学术界认为伊本·努赛尔的教义几乎使阿拉维派成为一种独立的宗教。
以阿拉伯人為主體的阿拉維派，與由部分土耳其人、扎扎人和庫德人構成的阿列維派是兩個不同的伊斯蘭教派。阿拉維派人口主要集中于叙利亚。阿拉维派自其诞生後屡遭宗教迫害，曾经在马穆鲁克王朝时期反抗过其同化政策。后来在法国委任统治的叙利亚逐渐获得权力，1963年阿拉维派军官通过政变建立复兴党政权，直至2024年阿萨德政权垮台。

## 历史
伊本·努赛尔是巴士拉什叶派的学者，原为什叶派第十代伊玛目阿里·哈迪的追随者，自称是及其长子、第十一代伊玛目哈桑·阿斯卡里之“巴布”（意为“门”，引申为“代理人”）。哈桑去世后，伊本·努赛尔宣称他是“隐遁的伊玛目”，并承认阿里是“真主的化身”。后其继任者侯赛因·本·哈姆丹·哈西比将该派教义进一步发展传入叙利亚的阿勒颇等地区，信众日增。1032年，阿拉维派学者阿布·赛义德·麦蒙·塔巴拉尼（Abu Sa’id al-Maymun-Tabarani）前往当时拜占庭帝国统治下的拉塔基亚地区，在他的影响下该地区成为阿拉维信仰的核心区域。

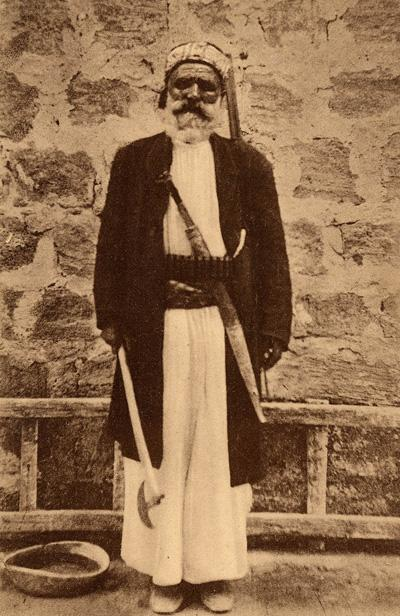
1900年前后的一名拉塔基亚的阿拉维派男性

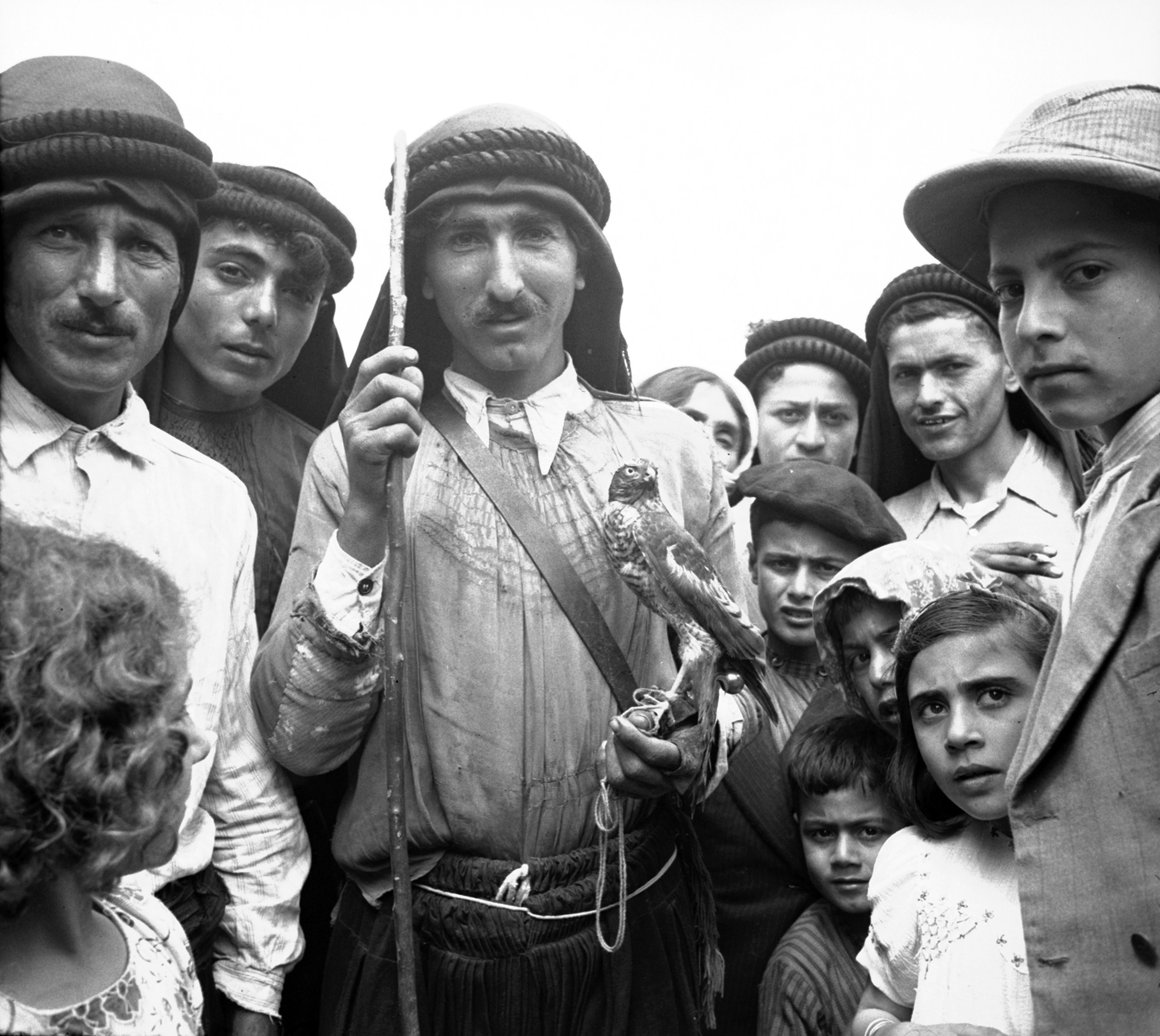
二戰時期敘利亞巴尼亞斯的一個阿拉維派家庭，由Frank Hurley拍攝

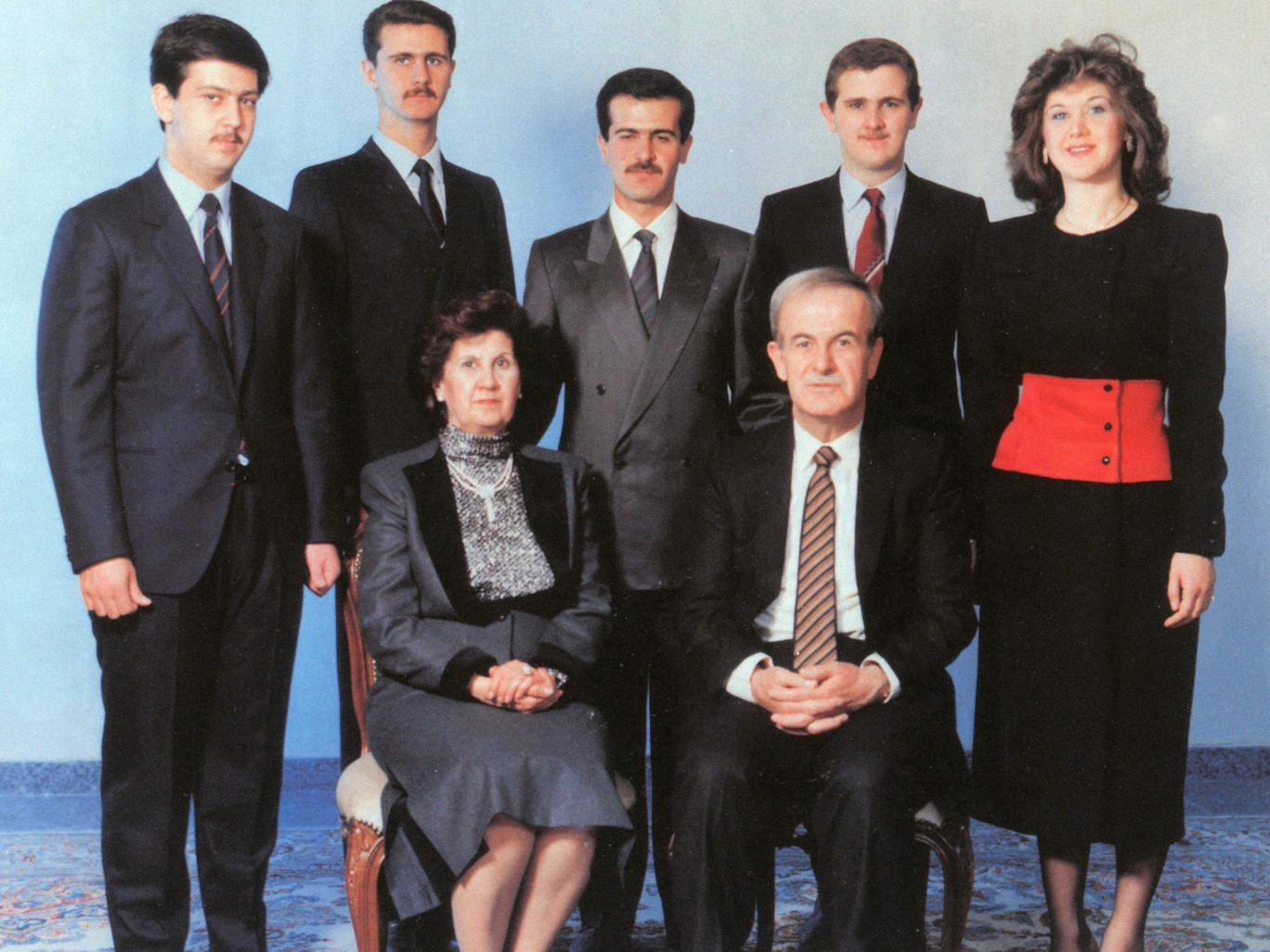
前叙利亚总统哈菲兹·阿萨德的家庭成员

阿拉维派形成后，历史上曾屡遭外来统治者的歧视和压迫。14~16世纪叙利亚地区被馬木留克蘇丹國统治，马木留克苏丹拜伯尔斯曾强迫阿拉维派建立逊尼派清真寺，试图将阿拉维派归化为逊尼派信仰。1317年，阿拉维派的穆罕默德·伊本·哈桑（Muhammad ibn al-Hasan）宣布自己是马赫迪降世，反抗马穆鲁克王朝的外来统治和同化政策，阿拉维起义旋即被镇压，约2万起义者被杀。逊尼派宗教学者伊本·泰米叶曾发布法特瓦，宣布阿拉维派是“伪信者”的“异端信仰”。随后的几百年间，阿拉维派在奥斯曼帝国统治下继续作为“异端”而边缘化。埃及穆罕默德·阿里帕夏征服沙姆地区後，负责统治叙利亚的易卜拉欣帕夏首次松动了阿拉维派在奥斯曼帝国统治下的社会边缘地位。易卜拉欣帕夏推行西化和世俗化改革，废除了中古时期对阿拉维派的“异端”法特瓦，要求逊尼派和阿拉维派缴纳同等比例税赋。但是埃及对叙利亚的统治极为短暂，1840年奥斯曼帝国恢复了对叙利亚的统治後，阿拉维派再次边缘化。
19世纪中期后，美国基督新教福音派传教士进入奥斯曼帝国统治的叙利亚地区，阿拉维派聚居的拉塔基亚地区是当时福音派传教活动中心之一。基督教学校和医院的建设得到阿拉维派普遍支持。随着与外界往来的深入，阿拉维派宗教学者发起更名运动，宣称阿拉维派属于伊斯兰教什叶派信仰。20世纪20年代，阿拉维派知识分子和宗教学者将“努赛里”改称为“阿拉维”，以与什叶派主流靠拢。然而直至当代，中东地区部分歧视阿拉维派的逊尼派依然称阿拉维派为“努赛里派”，试图强调他们是与伊斯兰教信仰不同的异端。
1918年，奥斯曼帝国被瓜分，阿拉维派也由此摆脱了社会边缘地位。1920年法国军队进入叙利亚，法国相對平等的對待阿拉維派并给予了一定程度的自治，将其从大马士革控制下分离，因此阿拉维派对法国在黎凡特地区的委任统治持支持态度。法国先在阿拉维派聚居区建立“阿拉维自治区”；1922年，又以宗教少数派和少数民族为基础将叙利亚分割为德鲁兹国、阿拉维国、杰济拉省、亚历山大勒塔桑贾克等，1930年，委任统治政府将“阿拉维国”更名为“拉塔基亚政府”，自治政府一直延续至二战中法国维希政府统治叙利亚时期（1939—1942年）。阿拉维派在“阿拉维国”自治政府中占绝对多数。1936年法国将上述自治地区合并为叙利亚国家，阿拉维派对此内部存在不同的政治倾向，一派主张与叙利亚分离和黎巴嫩合并，一派主张统一于叙利亚国家，还有部分人主张维持自治地位。
1946年叙利亚共和国建立，法国委任统治正式结束，逊尼派政治精英成为国家政治的主宰，阿拉维派自治理想破灭。19世纪至20世纪20年代的叙利亚政治被称为贵族政治时代，20年代后民众政治登上叙利亚政治舞台，新的社会和政治势力逐渐取代了传统的城市贵族精英阶层。叙利亚建国初期曾建构起一套类似于西方國家的议会民主体制，实际仍然是以部落、家族为基础的寡头政治，议会中代表新兴社会阶层和普通民众利益的叙利亚穆斯林兄弟会和复兴党开始崭露头角，敘利亞政局的紊亂加上軍事政變接連發生導致传统政治精英逐漸衰落。1952年镇压阿拉维派起义后，叙利亚政府废除了包括阿拉维派军事组织、议会席位和属人法法庭等的自治权力。
20世纪50年代大马士革政府对阿拉维派实施了较为严格的限制，而阿拉维派军官通过叙利亚国防军进入国家机器，最终发动政变夺取政权。糾正運動後，1970年至2024年的五十四年間，隶属于阿拉维派的阿塞德家族控制著叙利亚国家政治。20世纪70年代末和80年代初，逊尼派穆斯林兄弟会和象征阿拉维少数派的哈菲兹·阿萨德总统之间的冲突最终导致对复兴党政权的叛乱。此时穆斯林兄弟会及其支持者使用“卡菲勒”（不信教的人）称呼阿拉维派。这种宗派对立加剧了阿拉维派的不安全感，导致阿拉维派支持阿萨德政权。 
2011年阿拉伯之春後，叙利亚的抗议活动演变为内战。巴沙尔·阿萨德总统利用根深蒂固的阿拉维派对逊尼派的不安全感，获得阿拉维派的普遍支持。随着该政权将日益增长的暴力作为镇压反对派的唯一手段，巴沙尔·阿萨德开始将自己定位为虔诚的什叶派穆斯林，以吸引外国支持（特别是来自伊朗和黎巴嫩真主党），冲突的性质已经转变为伊朗和真主党支持的什叶派和土耳其等国支持的逊尼派之间的教派暴力。2024年12月上旬，由薩拉菲主義武裝力量沙姆解放組織發動攻勢。先後攻佔北部的阿勒坡、哈馬與霍姆斯。隨後南方的敘利亞自由軍攻入首都大馬士革；使阿拉維派主導統治的阿萨德政权土崩瓦解。随后，由沙姆解放组织领导的政府与被赶下台的阿萨德政府支持者残余之间的冲突持续。

## 信仰
该派信奉神秘的数字“7”，认为真主流溢的是“大光明世界”，其坠落者经过7个周期，最后被囚禁于肉体之中而成为人。人如果经过巴布的引导而认识真主，则可经过7个周期的提升返回天园。该派还相信灵魂转世说，认为人的灵魂原是天空的星辰，阿里将他们谪贬人世，虔信者死后灵魂将回至星辰去与阿里同在，有罪人的灵魂将转世到牲畜体内去。他们认为世界有七次循环和灵魂转生。此外，该派还保留对日、月、霞的崇拜的残余。他们认为生死与天空星辰有联系，今生有德之人将在死后成为天上星辰。
该派的教义受新柏拉图主义、基督教和祆教思想的影响，并以伊斯玛仪派学者艾布·哈塔布（Abu al-Khattab）的教义主张为基础，而形成诸说混合的宗教思想。该派认为，有一位至高无上、无以名状的造物主，它的第一流溢为：“名”、“言”、“表征”。“表征”则体现5个超凡人物穆罕默德、阿里、法蒂姆（“法蒂玛”之男形）、哈桑和侯赛因，这是5位平等的一体。后又演变为三位一体的观念，即所谓“理”、“名”、“门”。与这三位一体概念相适应的是3位先知阿里、穆罕默德、萨勒曼·法尔斯。阿里体现了与真主直接相联系的“理”，“名”体现穆罕默德， “名”出于“理”，并从属于“理”；而“门”则体现于萨勒曼，他是穆罕默德的门弟子和追随者。 阿拉维派认为阿里是（像耶稣一样）神的化身。与主流穆斯林（包括逊尼派和什叶派）用“清真言”来宣扬自己的信仰不同，阿拉维派则坚称“除阿里外别无神祇，除穆罕默德外别无名，除萨勒曼外别无门”。
逊尼派和十二伊玛目派视该派为“异端”。阿拉维派有严格的入教仪式，先宣誓保证不泄露教派的秘密，并接受导师宣讲秘密教义启迪灵魂，然后才能参加宗教活动。历史上该派因遭到当局的迫害，故使用“塔基亚原则”保护其信仰，进行秘密宗教活动，其礼仪鲜为外人所知。其宗教上层称为“知秘者”，一般信徒必须绝对服从。该派除纪念开斋节、宰牲节和什叶派共同节日外，还过基督教圣诞节、复活节等，在祈祷时进圣餐、饮圣酒等。

## 分布

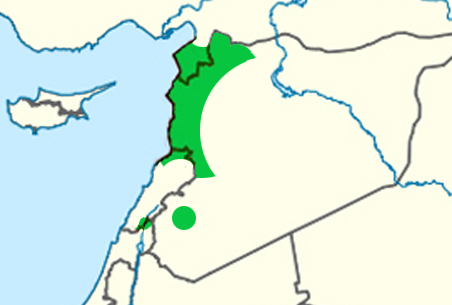
黎凡特地区的阿拉维派分布地图

阿拉维派主要分布在中东黎凡特地区，集中分布于地中海东岸和贾巴勒·努赛里亚山脉（Jabal Nusayriyyah）之间的狭长地带，除叙利亚沿海地区外，伊斯坎德伦阿拉维派历史上也是属于叙利亚阿拉维派的一支，20世纪30年代法国委任统治政府将该地区割让给土耳其共和国，使该地区的阿拉维派成为土耳其公民。